# تاتا پلی
تاتا پلی (انگلیسی: Tata Play) شرکت رسانه‌ای هندی است، که در سال ۲۰۰۶ تأسیس شد.